# بخش گرانویل (شهرستان لیکینگ، اوهایو)
بخش گرانویل (به انگلیسی: Granville Township) یک منطقهٔ مسکونی در ایالات متحده آمریکا است که در شهرستان لیکینگ، اوهایو واقع شده‌است.
 بخش گرانویل ۶۷٫۲ کیلومتر مربع مساحت و ۹٬۷۷۳ نفر جمعیت دارد و ۲۹۹ متر بالاتر از سطح دریا واقع شده‌است.